# Gobiusculus flavescens
Gobiusculus flavescens es una especie de peces de la familia de los Gobiidae en el orden de los Perciformes.

## Morfología
Los machos pueden llegar a alcanzar los 6 cm de longitud total.

## Alimentación
Los ejemplares adultos comen crustáceos pequeños (copépodos, anfípodos  Mysidacea ) y Chaetognathas.

## Hábitat
Es un pez de clima templado y demersal.

## Distribución geográfica
Se encuentra en el Atlántico oriental: las Islas del Canal, Dinamarca, Estonia, las Islas Feroe, Finlandia,  Francia , Alemania, Irlanda,  Isla de Man, Letonia, Lituania, Noruega, Polonia ,  España, Suecia, Turquía y la Gran Bretaña (Inglaterra, Gales, Irlanda del Norte y Escocia ).

## Observaciones
Es inofensivo para los humanos.